# فرشتگان (ترانه رابی ویلیامز)
«فرشتگان» تک‌آهنگی از هنرمند اهل بریتانیا رابی ویلیامز است که در ۱ دسامبر ۱۹۹۷ منتشر شد.
این تک‌آهنگ در چارت‌های، اسکاتلند، فرانسه، فلاندرز، آلمان، بریتانیا، سوئیس جزو ده ترانه اول قرار گرفت.